# Aeroportul Semonkong
Aeroportul Semonkong (IATA: SOK, ICAO: FXSM) este un aeroport din Semonkong⁠(d), Districtul Maseru, Lesotho. A fost numit după Semonkong⁠(d).
Situat la o altitudine de 2.195 m, aeroportul dispune de o singură pistă.